# Los viajes de Júpiter
Los viajes de Júpiter (Jupiter's Travels) es un libro escrito por el periodista Ted Simon (Alemania, 1931) que narra el viaje que el propio autor realizó a lo largo de cuatro años alrededor del mundo recorriendo 126.000 kilómetros y 45 países en una moto Triumph (1973-1977). El libro fue publicado por primera vez en inglés en 1979. 

## Estructura
- Los Viajes de Júpiter, 2009, Interfolio Libros ISBN 978-84-936950-3-3
- Jupiter's Travels (Los Viajes de Júpiter), 1996, Jupitalia ISBN 0-9654785-2-1

1. Júpiter
2. Problemas con Marte 

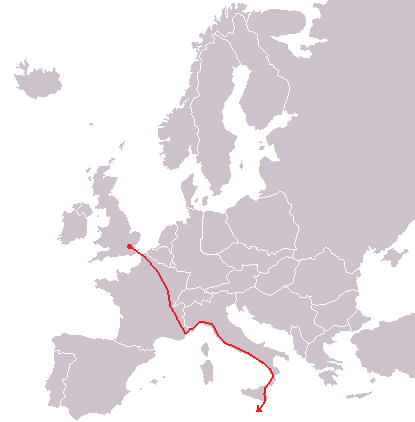

  - Reino Unido (punto de partida en Londres)
  - Francia
  - Mónaco
  - Italia
3. África 

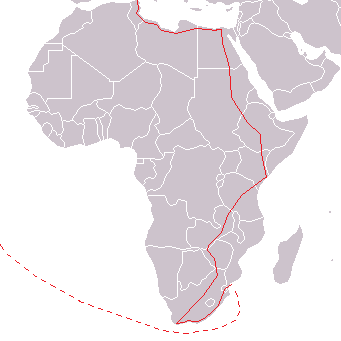

El primer contacto de Ted Simon con el continente africano es el Magreb. Dada la situación mundial en el momento del viaje, las tiranteces entre dichos gobiernos y los ciudadanos occidentales eran obvias. Ted Simon llega a ser detenido en dos ocasiones (en Túnez y en Egipto) al ser tomado por un espía. En Egipto, Ted Simon recorre unos kilómetros al sur del país en ferrocarril debido al miedo a posibles impedimentos por parte del ejército a la libre circulación de tráfico. Su paso por África sigue en gran medida la Red de Carreteras Transafricanas; primeramente hasta El Cairo siguiendo la TH1 y después hacia el Sur por la TH4. Estos son los países que recorre en el capítulo:
  - Túnez
  - Libia
  - Egipto
  - Sudán
4. Caer y levantarse
El capítulo comienza a mitad de camino entre Atbara y Kassala en Sudán. Debido al calor y al empleo de marchas cortas, la evaporación de la gasolina le obliga a dar al vuelta en una ocasión. Ted Simon relata la serie de caídas que tiene en el difícil terreno que separa las dos ciudades. Esto le lleva a necesitar 5 días para atravesar unos 300 km de distancia. Una vez llegado a Kenia, nos relata el choque cultural que observa al pasar de países árabes pertenecientes a la Liga Árabe y con el Islam como religión mayoritaria a países con mayoría cristiana como Etiopía o Kenia. También se hace hincapié en los efectos de la descolonización y el apartheid (en la época en la que se realizó el viaje, Mozambique continuaba siendo colonia de Portugal y tanto Rodesia como Sudáfrica se habían independizado en los años 60 y vivían bajo el régimen del apartheid). Debido a diferentes retrasos, Ted Simon es incapaz de tomar el barco hacia Sudamérica desde Ciudad del Cabo. Ted Simon toma finalemte el barco hacia América desde la ciudad de Maputo (conocida en aquel entonces como Lourenço Marques).
  - Etiopía
  - Kenia
  - Tanzania
  - Zambia
  - Rodesia (actual Zimbabue)
  - Sudáfrica
  - Suazilandia
  - Mozambique
5. América

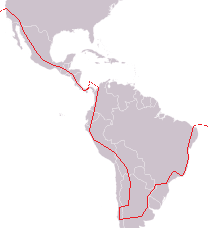

Tras su llegada en carguero a la ciudad brasileña de Fortaleza, Ted Simon se encuentra con el problema de que las autoridades brasileñas le solicitan asegurar el vehículo para poder continuar. Tras una visita a unos campos de misioneros, Ted Simon es detenido al ser tomado por un espía y es retenido en una cardel durante dos semanas. Desde Cartagena, toma un barco a la isla de San Andrés y de allí, viaja a Panamá con las aerolíneas hondureñas. El motivo de ello, era salvar el célebre tapón del Darién que interrumpe la carretera Panamericana, seguida por Ted Simon en varios puntos de su travesía por el continente. Una vez en Los Ángeles es recibido por los mecánicos de Triumph. En San Francisco, tiene la oportunidad de conocer y convivir con un colectivo hippie en una comuna durante unos meses. Los países atravesados en el capítulo son:
  - Brasil
  - Argentina
  - Chile
  - Bolivia
  - Perú
  - Ecuador
  - Colombia (incluyendo una visita a la isla de San Andrés)
  - Panamá (incluyendo una visita a la Zona Libre de Colón)
  - Costa Rica
  - Nicaragua
  - Honduras
  - Guatemala
  - México
  - Estados Unidos
6. Australia y Malasia 

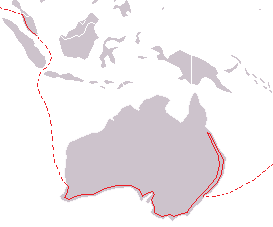

Tras su llegada a Sídney su primera intención es explorar el norte del continente. Sin embargo, el monzón ha asolado la isla dejando algunas carreteras intransitables. Su primera opción de viajar a Asia continental era desde Darwin, pero dado que el temporal la había dejado arrasada, finalmente toma el barco desde Perth. En el trayecto en barco, Simon se pone enfermo de malaria. Una vez en Penang, Ted Simon tiene un accidente mientras se encontraba pescando y su ojo resulta gravemente dañado. Tras ser hospitalizado, recupera la visión. Durante su permanencia en hospital, descuida su cartera y acaba siendo robada. De vuelta a su viaje, Simon realiza una fugaz visita turística a Tailandia. Los países recorridos son:
  - Australia
  - Singapur
  - Malasia
7. India 

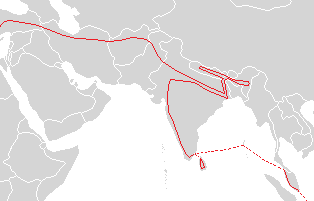

El capítulo relata la extensa exploración que Ted Simon hace en la India. La llegada se realiza en barco por el puerto de Chennai (anteriormente conocido como Mandras), habiendo atracado a mitad de camino en las islas Andamán y Nicobar. En ese momento, recibe la comunicación de que su padrastro ha muerto y decide volver a Londres por un par de días para acompañar a su madre en el funeral. Tras el fugaz viaje, Simon vuelve a la Mandras. A lo largo de su viaje en este capítulo, Ted Simon recorre además otros países por lo que se sugiere que el título hace referencia al subcontinente indio en forma amplia, más que al país. Los países recorridos son:
  - India
  - Sri Lanka
  - Nepal
8. La Profecía cumplida 

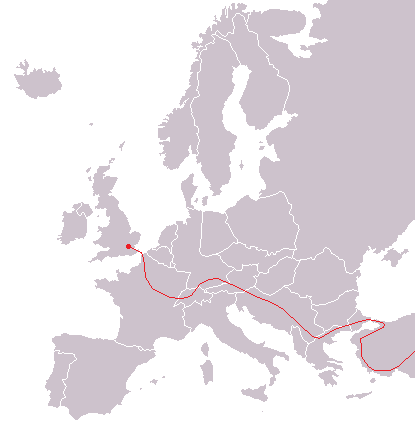

Nos relata el regreso a Europa desde la India. Los países recorridos son:
  - Pakistán
  - Afganistán
  - Irán
  - Turquía
  - Grecia
  - Yugoslavia (actualmente desmembrado en los siguientes países: Bosnia y Herzegovina, Croacia, Eslovenia, Macedonia del Norte, Montenegro y Serbia)
  - Austria
  - RFA (actual Alemania)
  - Suiza
  - Francia
  - Reino Unido

## Fotografía
Ted Simon llevó consigo dos cuerpos de cámara Pentax y tres objetivos intercambiables. En la primera edición del libro con Penguin Books aparecieron 24 de las fotografías del viaje de Ted Simon en las páginas centrales. Las fotografías fueron impresas en blanco y negro a pesar de que Ted Simon procesó película en color. La actual edición española contiene fotografías en color inéditas en el mundo.

## Motocicletas
La motocicleta elegida por Ted Simon fue una Triumph Tiger 500cc. También se barajó emplear BMW. Finalmente, se decantaron por Triumph al tratarse de un fabricante inglés, lo que favoreció el apoyo del Sunday Times. Para entrenarse, Ted Simon estuvo empleando en Reino Unido motos Yamaha.

## Recepción
Motorcycle Sport lo consideró como el mejor libro de viajes en moto jamás escrito.
Los Angeles Times lo consideró una lectura muy recomendable, llena de agudas observaciones y sabia percepción, pero no exenta de drama, tensión y peligro.

## Influencias
Long Way Round de Ewan McGregor y Charlie Boorman está también inspirada en este libro, tal y como ellos mismos dicen en el capítulo de Mongolia donde aparece el mismo Ted Simon. 
Del mismo modo, gran parte del recorrido por Europa y África del documental Long Way Down (continuación de Long Way Round) coincide con la ruta descrita por Simon en su libro.